# DN1S
DN1S este un drum național din România, care leagă DN1 (Șercaia) și DN13 lângă Hoghiz, având o lungime de 23,830 km.
Este fostul DJ104, încadrat ca DN prin Hotărârea de Guvern nr. 257/2014.

## Traseu
- Șercaia

- Părău

- Veneția de Jos

- Comăna de Jos

- Cuciulata

- Fântâna

- Hoghiz